# Kluiskapel Affligem

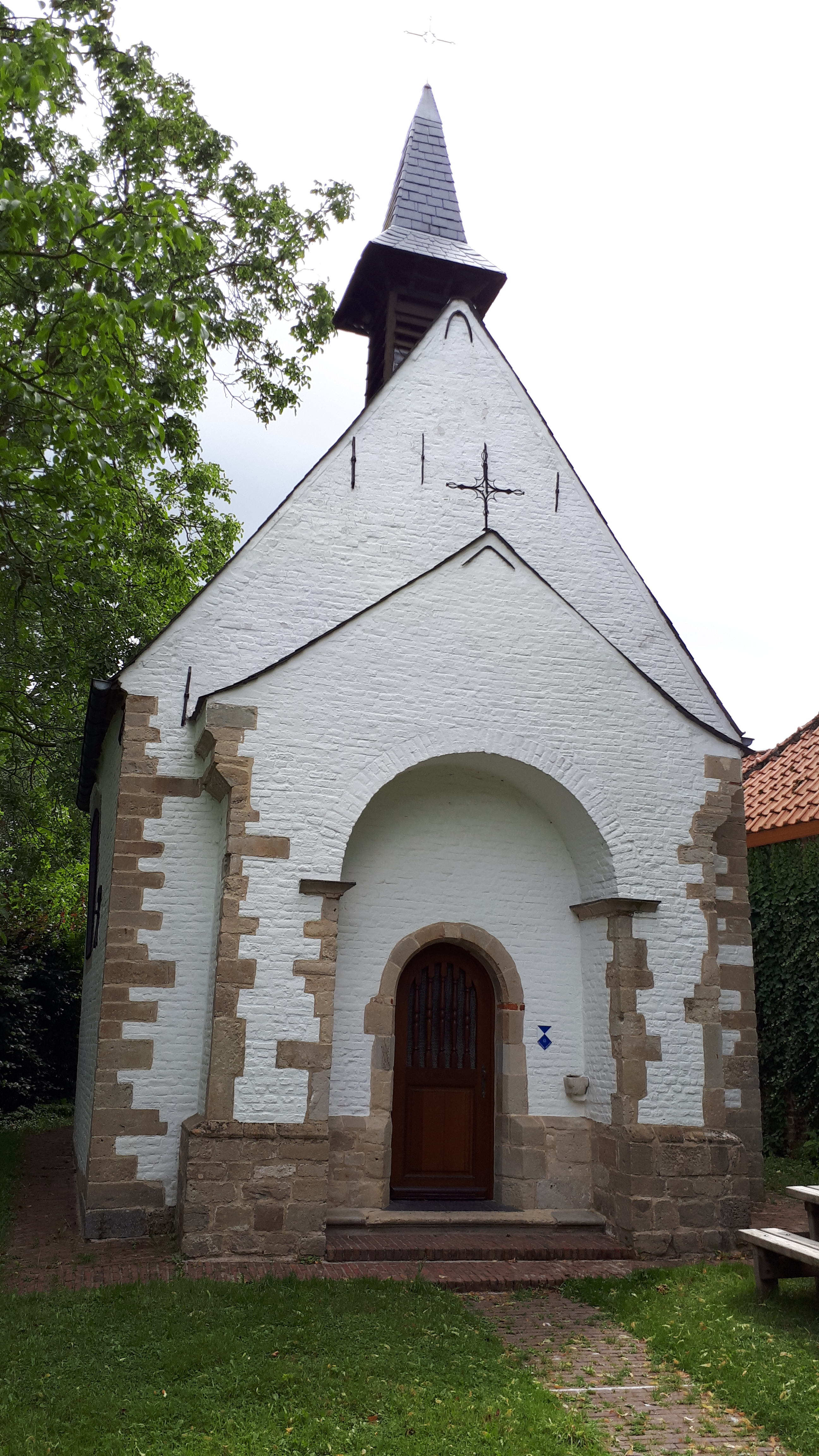
Kluiskapel in zijn huidige vorm

De kluiskapel Affligem is een boskapel, gelegen in het Kluizenbos in de Vlaams-Brabantse gemeente Affligem, die voortbouwt op een in de 7de-8ste eeuw opgerichte Kluis of ‘Cella’, waar monniken als kluizenaars woonden. Ze wordt toegeschreven aan Sint-Ursmarus, abt van de abdij van Lobbes bij Thuin. In de 12de eeuw werd de Kluis door enkele kluizenaars bewoond. De belangrijkste was Radulfus de Zwijger, die werd begraven in de Kluiskapel. Een groot gedeelte van het Kluizenbos werd in de 12e eeuw eigendom van de Abdij van Affligem en staat als Affligembosch vermeld op de Ferrariskaart.
Deze kapel werd opgericht op een plaats die gekenmerkt was door een heidense (Keltische) boom- en broncultus. Deze bron is het huidige Kluizenputje, die volgens het volksgeloof naast geneeskracht voor blinden, ook vruchtbaarheidbevorderend zou werken. De huidige Kluiskapel gelegen aan de Kluisdreef werd in 1758 gebouwd, doch in 1835 werd het bouwvallige gedeelte van het schip gesloopt zodat nu alleen het hoofdkoor overblijft en een toen nieuw gebouwd portaal. Er zijn enkele kleine, lage en eenvoudige 19de-eeuwse landarbeiderswoningen in de omgeving van de kapel aanwezig.